# میلوش نیکیچ

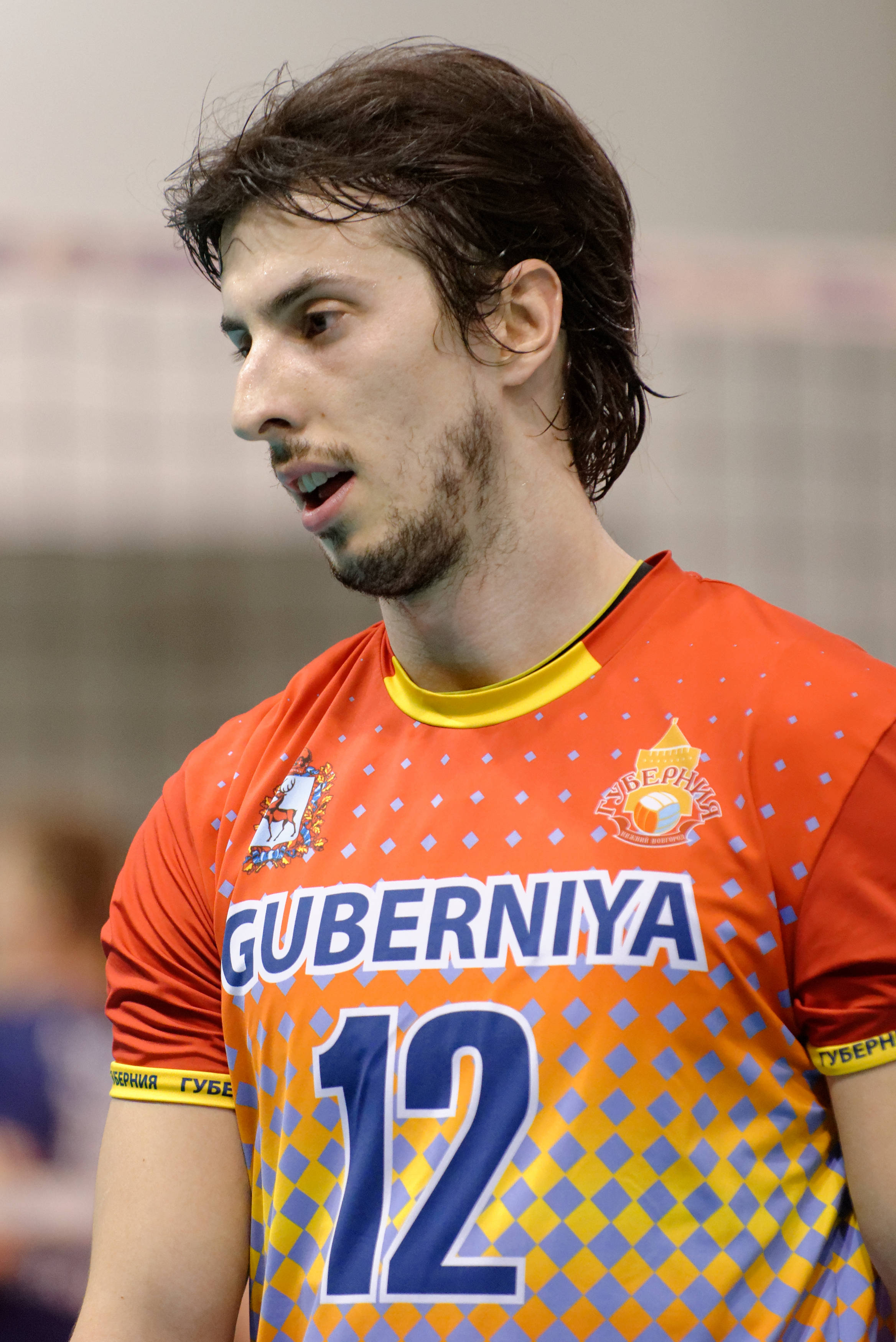
یانیچ.

میلوش نیکیچ (به صربی: Бојан Јанић) (زاده ۳۱ مارس ۱۹۸۶) بازیکن والیبال اهل صربستان، عضو تیم ملی والیبال صربستان و باشگاه فنرباغچه است. نیکیچ به همراه صربستان مدال طلا قهرمانی جهان ۲۰۱۰ ایتالیا را به دست آورد و دو دوره نایب قهرمانی و یک دوره مقام سومی در لیگ جهانی از دیگر دست‌آوردهای او با تیم ملی کشورش است. نیکیچ یکی از بازیکن‌های صربستان در دو المپیک ۲۰۰۸ و ۲۰۱۲ بود.

## باشگاه
| باشگاه                 | کشور      | از   | تا   |
| بودوانسکا ریویرا بودوا | مونته‌نگرو | ۲۰۰۶ | ۲۰۰۷ |
| اسپارکلینگ میلان       | ایتالیا   | ۲۰۰۷ | ۲۰۰۸ |
| کناک روزلار            | بلژیک     | ۲۰۰۸ | ۲۰۰۹ |
| آندرولی لاتینا         | ایتالیا   | ۲۰۰۹ | ۲۰۱۰ |
| اومبریا                | ایتالیا   | ۲۰۱۰ | ۲۰۱۱ |
| گابکا                  | ایتالیا   | ۲۰۱۱ | ۲۰۱۲ |
| نیژنی نووگورود         | روسیه     | ۲۰۱۲ | ۲۰۱۴ |
| فنرباغچه               | ترکیه     | ۲۰۱۴ |      |